# Поцелуй длиною в вечность
«Поцелуй длиною в вечность» — пятый студийный альбом российского певца Витаса, вышедший в 2004 году.

## История
Альбом вышел в 2004 году. За первые 6 месяцев он разошёлся тиражом более 2 млн экземпляров.
В отличие от собственных композиций, Витас мало использует высокий вокал в этом альбоме: один рецензент заметил: «Стало восхитительно, что его баритон и бас стали богаче и плавнее, чем раньше».

## Список композиций
| Номер песни | Русское название           | Английское название          | Музыка            | Текст            |
| ----------- | -------------------------- | ---------------------------- | ----------------- | ---------------- |
| 01          | Поцелуй длиною в вечность  | A Kiss As Long As Eternity   | Витас             | Витас М. Мальцев |
| 02          | Куда ты — туда я           | Where’s You, There’s Me      | Любаша            | Любаша           |
| 03          | Не молчи так громко        | Don’t Keep Silence So Loudly | Любаша            | Любаша           |
| 04          | Невезучий                  | Unlucky                      | Любаша            | Любаша           |
| 05          | Ночь пополам, день пополам | Half Night, Half Day         | Витас             | М. Мальцев       |
| 06          | Сердцебиение               | Heartbeat                    | Витас             | Витас М. Мальцев |
| 07          | В шортиках и в маечке      | In Shorts and a T-Shirt      | Витас М. Шевченко | М. Шевченко      |
| 08          | Мантра                     | Mantra                       | Витас             | Витас            |
| 09          | Улицы столицы              | Streets Of The Capital       | Витас             | Е. Небылова      |
| 10          | Верю в любовь              | I Believe In Love            | Витас             | Витас            |
| 11          | Интернет-настроение        | Internet Mood                | Витас             | Витас            |